# Cinara cupressi
Espèce
Cinara cupressi (le puceron du cyprès, puceron bronzé, aphidé du cyprès) est une espèce d'insectes hémiptères de la famille des Aphididae.
C'est l'un des pucerons géants des conifères qui infectent les branches de nombreux conifères dans l'hémisphère nord. Ces insectes sont parfois suffisamment nombreux pour causer des dégâts à leur habitat d'origine, mais ils ne sont en général pas considérés comme de grands ravageurs des forêts. Il est devenu envahissant en Afrique et en Europe de l'Est.
Le puceron du cyprès fait partie des 100 pires espèces envahissantes selon UICN.